# Joaquín Lluch y Garriga
Joaquín Lluch y Garriga (ur. 22 lutego 1816 w Manresie, zm. 23 września 1882 w Sewilli) – hiszpański duchowny katolicki, kardynał, arcybiskup Sewilli, karmelita.

## Życiorys
22 września 1858 został wybrany biskupem Wysp Kanaryjskich. 12 grudnia 1858 przyjął sakrę z rąk biskupa Florentino Llorente Montóna (współkonsekratorami byli biskupi Antonio Palau Termes i Juan Castanyer Rivas). 13 marca 1868 przeszedł na biskupstwo Salamanki. 16 stycznia 1874 przeniósł się na biskupstwo Barcelony. W latach 1859–1877 był jednocześnie administratorem apostolskim diecezji San Cristóbal de La Laguna. 2 czerwca 1877 objął stolicę metropolitalną Sewilli, na której pozostał już do śmierci.  27 marca 1882 Leon XIII wyniósł go do godności kardynała prezbitera.
Uczestniczył w obradach Soboru watykańskiego I.